# توني غريمشاو
توني غريمشاو (بالإنجليزية: Tony Grimshaw)‏ هو لاعب كرة قدم بريطاني، ولد في 8 ديسمبر 1957 في مانشستر في المملكة المتحدة. لعب مع مانشستر يونايتد.